# Desis kenyonae
Espèce
Desis kenyonae est une espèce d'araignées aranéomorphes de la famille des Desidae.

## Distribution
Cette espèce est endémique d'Australie. Elle se rencontre en Tasmanie et au Victoria.

## Description
La femelle holotype mesure 11 mm.

## Étymologie
Cette espèce est nommée en l'honneur d'Agnes Fleming Kenyon.

## Publication originale
- Pocock, 1902 : On the marine spiders of the genus Desis, with description of a new species. Proceedings of the Zoological Society of London, vol. 1902, p. 98-106 (texte intégral).